# HabCat
El Catálogo de estrellas habitables (denominado en inglés: Catalog of Nearby Habitable Systems, cuyo acrónimo es: HabCat) es una especie de catálogo de sistemas estelares que son susceptibles de concebir planetas habitables. La lista ha sido desarrollada por las científicas Jill Tarter y Margaret Turnbull bajo los auspicios del Proyecto Phoenix, como parte del Proyecto SETI.
La lista toma como fuente inicial de partida el catálogo estelar denominado Catálogo Hiparcos (que posee catalogadas cerca de 118,218 estrellas) y la tarea ha sido filtrar las estrellas mediante un sistema de características muy amplio. La lista actual (2006) contiene cerca de 17,129 "HabStars".